# Районные газеты Дагестана
Районные газеты Дагестана — газеты, выпускающиеся в сельских районах Республики Дагестан. Учредителями газет являются государственные и муниципальные организации. В газетах размещается информация о деятельности органов муниципальной власти, районные новости, литературные произведения местных авторов. Районные газеты печатаются на 14 языках народов республики.
| Название                                                         | Район              | Языки                                                      | Год основания | Прежние названия |
| ---------------------------------------------------------------- | ------------------ | ---------------------------------------------------------- | ------------- | --- |
| Вести Агула                                                      | Агульский          | агульский, русский ранее также лезгинский                  | 1951          | Агъуларин колхозчи (лезг., 1951—1962) Сельская новь (1965—1993) |
| Бархьдешла гьуни (Путь истины)                                   | Акушинский         | даргинский                                                 | 1938          | Большевик байрахъ (1938—1953) Колхозла байрахъ Ильичла гьуни |
| Заман (Время)                                                    | Ахвахский          | аварский                                                   | 1933          | Baⱨarab partizan (1936—1938) Большевик Коммунист |
| ЦӀийи дуьнья (Новый мир)                                         | Ахтынский          | лезгинский                                                 | 1928          | Ⱬiji dynja (1928—1938) |
| Мол тюшюм учун Бабаюртовские вести                               | Бабаюртовский      | кумыкский, русский                                         | 1935          | Сталин йолу Сталин ёлу Коммунизмни шавласы |
| ЦӀяб ГӀмру (Новая жизнь)                                         | Бежтинский участок | аварский                                                   | ?             | ? |
| Гьудуллъи (Дружба)                                               | Ботлихский         | аварский                                                   | ?             | Социализмаялъул байрахъ Коммунизмалде нух |
| Халкъны сеси (Глас народа) Буйнакские известия                   | Буйнакский         | кумыкский, русский                                         | 1918          | Колхозчу (кум.) Коммунизмни шавласы (кум.) Луч коммунизма (рус.) |
| Церехун (Вперёд)                                                 | Гергебильский      | аварский                                                   | 1951          | Коммунизмалъул нух |
| Гумбет                                                           | Гумбетовский       | аварский                                                   | 1952          | Гумбеталъул колхозчи Вождасул васпятал Бакълъулазул нур |
| Гъуниб                                                           | Гунибский          | аварский                                                   | 1923          | Ⱬiyab Ƣunib/ЦӀияб Гъуниб (1931-?) ЦӀияб канлъи |
| Шила гӀямру (Сельская жизнь)                                     | Дахадаевский       | даргинский                                                 | 1931          | Urtaӿci (1932—1936) Leninna huni/Ленинна гьуни (1936-?) |
| Dərbənd Дербентские известия Ватан                               | Дербентский        | азербайджанский, русский, татский                          | 1917          | Дагыстан фукарасы (аз., 1922—1931) Kolxoz jolu (аз. 1931—1932) Lenin bajraƣь/Ленин байрағы/Ленин бајрағы (аз. 1932—1960) Кәнд маjaкы (аз.) Ленинчи (аз.) Захметкеш (тат., 1928—1938) Гъирмизине гӏэлем (тат.) Знамя коммунизма (рус.) |
| Эренлардин сес (Голос Эренлара)                                  | Докузпаринский     | лезгинский                                                 | 1937          | Stalinan reӿ (1937—1938) Социализмдин рехъ (1938-?) |
| Чапар                                                            | Казбековский       | аварский                                                   | 1933          | Kazbek kolxozci/Казбек колхозчи (1933-?) Коммунист |
| Хайдакьла зяхӀматчи Труженик Кайтага                             | Кайтагский         | даргинский, русский                                        | 1937          | Stalinna huni/Сталинна гьуни (дарг.)/Путь Сталина (рус.) ХӀунтӀена зубари |
| Шила дяхӀ Районну яшаву Будни района                             | Карабудахкентский  | даргинский, кумыкский, русский                             | 1951          | Коммунизм учун (1951-?) Коммунизм ярыгъы |
| Бархъдешла шала Тюзлюкню шавласы Луч справдливости               | Каякентский        | даргинский, кумыкский, русский                             | 1935          | Udarnik/Ударник (кум.,1936-1953) Стахановчу (кум., 1953—1956) Къызыл байракъ (кум., 1956—1959) Ленинна байрахъ (дарг.)/Ленинни байрагъы (кум.)                                                                                        |
| Кизилюртовские вести                                             | Кизилюртовский     | русский ранее также на кумыкском                           | 1935          | Bolşevik kolxoz jolu (1935—1938) Большевик йолу (кум.) Большевик ёлу (кум.) Ленин ёлу (кум., 1953-?) |
| Кизлярская правда                                                | Кизлярский         | русский                                                    | 1918          | Коммунар (1920) Советская власть (1921) Кизляр — Каспий (1922—1924) Красный землероб (1924—1929) Красный колхозник (1930—1931) Кизлярский колхозник (1931—1938) Рассвет                                                               |
| ЧаннацӀуку (Звезда)                                              | Кулинский          | лакский                                                    | 1951          | Ххяхха баргъ (1951-?) |
| Сарихум                                                          | Кумторкалинский    | кумыкский, русский                                         | ?             | ? |
| Дагъдин булах (Горный родник)                                    | Курахский          | лезгинский                                                 | 1931          | Ⱬiji reӿ (1932—1938) ЦӀийи уьмуьр (1938-?) |
| Ххяхха баргъ (Заря)                                              | Лакский            | лакский                                                    | 1922          | Zahimatci (?-1931) Ⱬussa Xxullu/ЦӀусса ххуллу (1931-?) |
| Сагаси гьуникад (По новому пути) ЦӀияб нухдасан (по новому пути) | Левашинский        | даргинский аварский                                        | 1925          | Dargan (?-1936) Сталинил байрахъ (авар., 1957-?)/Stalinna bajraӿ/Сталинна байрахъ (дарг., 1936-?) Колхозалъул их (авар.)/Колхозла хӀеб (дарг.)                                                                                        |
| Самурдин сес (Голос Самура)                                      | Магарамкентский    | лезгинский                                                 | 1951          | Коммунизм патал (1951-?) |
| Заманалул чӀу Голос времени                                      | Новолакский        | лакский, русский                                           | 1948          | Цӏуссалакрал колхозник (1948-?) Лениннул ххуллийх (лак.)/По ленинскому пути (рус.) |
| Шоьл тавысы (Голос степи)                                        | Ногайский          | ногайский                                                  | 1931          | Кызыл байрак (1931—1966) Шоьллик маягы (1966—1991) |
| Рутульские новости МыхаӀбишды цӀинды хабарбыр Нур                | Рутульский         | русский, рутульский, цахурский ранее также азербайджанский | 1932          | Qыzыl coban/Гызыл чобан (аз., 1932-?) Животновод (рус.) |
| Эркиндешличи К изобилию                                          | Сергокалинский     | даргинский, русский                                        | 1931          | Kolxozla bajraӿ (дарг., 1936—1938) Сергокъалала колхозник (дарг., 1938-?) |
| Курьедин хабарар Кюринские известия                              | Сулейман-Стальский | лезгинский, русский                                        | 1931          | Kolxozdin pajdax/Колхоздин пайдах (1931-?) Коммунизмдин гатфар Халкыдин гаф (лезг.)/Народное слово (рус.) |
| Голос Табасарана Табасарандин сес                                | Табасаранский      | русский, табасаранский                                     | 1932          | Yru Tabasaran (1934—1938)/Колхоздин уьмур (1938-?) |
| Рассвет                                                          | Тарумовский        | русский                                                    | 1949          | Колхозная жизнь (1949-?) |
| ЗахӀматалъул байрахъ (Знамя труда)                               | Тляратинский       | аварский                                                   | 1951          | Большевикияб рагӀи (1951—1953) Коммунизмаялъул байрах (1953-?) |
| Ахихъан (Садовод)                                                | Унцукульский       | аварский                                                   | 1937          | Unsokolo kolxoznik/Унсоколо колхозник (авар., 1937—1960) |
| НасихӀат Тюзню тангы                                             | Хасавюртовский     | аварский, кумыкский, русский                               | 1931          | Sos̷ialist quruluşu (кум., 1931—1938) Коммунист (кум., 1938—1959) Знамя Ленина (рус., 1958-?) Дружба (рус.) ДоттагӀалла (чеч.) |
| Экуь гъед Аку хяд (Светлая звезда)                               | Хивский            | лезгинский, табасаранский                                  | 1951          | Хиврин колхозчи (лезг., 1957-?)/Хиварин колхозник (таб., 1951-?) Октябрдин экв (лезг.)/Октябрин акв (таб.) |
| Росдал захӀматчи (Сельский труженик)                             | Хунзахский         | аварский                                                   | 1923          | Maⱨarulav (1923—1936) Maⱨarul kolxoci/МагӀарул колхозчи (1936-?) |
| ЦӀумадисезул гьаракь                                             | Цумадинский        | аварский, русский                                          | 1937          | Leninil bajraq Колхозчи (авар., 1938-?) |
| ЗахӀматалъе рецц (Слава труду) Дидойские вести                   | Цунтинский         | аварский, русский                                          | 1958          | Ленинил нух (авар., 1958-?) |
| Чарада                                                           | Чародинский        | аварский                                                   | 1937          | Baⱨarab bajraq/БагӀараб байрахъ (1937-?) ГӀияхъан ЦӀияб заман |
| Цолъи (Единство)                                                 | Шамильский         | аварский                                                   | 1931          | Kanłi (1936—1938) ЦӀияб канлъи (1938-?) БагӀараб цӀва |